# Steve McNeil
Steve McNeil (* 21. Januar 1962 in Calgary, Alberta) ist ein ehemaliger kanadischer Eishockeyspieler, der unter anderem für die Düsseldorfer EG, den Kölner EC, ECD Iserlohn, Krefelder EV und EV Landshut in der Bundesliga bzw. Deutschen Eishockey Liga (DEL) aktiv war. Mit Köln gewann er in der Saison 1985/86 die Deutsche Meisterschaft.

## Karriere
Als Sohn eines in Frankfurt am Main stationierten Soldaten erhielt Steve McNeil einen Teil seiner Eishockeyausbildung in Deutschland. Im Alter von 19 Jahren kehrte er zurück und begann beim EHC Essen in der 2. Bundesliga seine Profikarriere. In seiner Debütsaison 1981/82 trug er als Topscorer maßgeblich dazu bei, dass der EHC die Zweitliga-Meisterschaft feiern konnte. In der folgenden Spielzeit 1982/83 steigerte der Stürmer seine Ausbeute erstmals auf mehr als 100 Scorerpunkte in einer Saison. Mit dieser Bilanz machte er auch die Düsseldorfer EG auf sich aufmerksam, für die er einen Teil der Saison 1983/84 in der Bundesliga bestritt.
Ab dem Jahr 1984 spielte McNeil dann für den Kölner EC (KEC). In einem Spiel gegen den Mannheimer ERC wurde er Ende Dezember 1984 von Gegenspieler Roy Roedger mit dem Schläger im Gesicht getroffen. Durch das Foul verlor er auf dem rechten Auge dauerhaft etwa 80 Prozent seiner Sehkraft. Dennoch setzte er seine Sportkarriere fort und feierte mit dem KEV in der Saison 1985/86 die Deutsche Meisterschaft. Anschließend wurde er vom ECD Iserlohn verpflichtet. Dort gehörte er in der Saison 1987/88 zu der Mannschaft, die in einer Partie mit Trikotwerbung für „Das Grüne Buch“ des libyschen Machthabers Muammar al-Gaddafi aufs Eis ging, was einen internationalen Skandal auslöste. Wenig später ging der ECD insolvent und stellte seinen Spielbetrieb ein. Der Angreifer beendete die Spielzeit 1987/88 daraufhin beim EC Hedos München in der 2. Bundesliga.
Nachdem McNeil zu Beginn der Saison 1988/89 zunächst vereinslos geblieben war, kehrte er im Januar 1989 nach Iserlohn zurück, wo der Verein als ECD Sauerland in der Oberliga neu startete. Die Mannschaft gewann die Oberliga-Meisterschaft und stieg in die 2. Bundesliga auf, wo der ECD in der Saison 1989/90 auch dank abermals mehr als 100 Scorerpunkten durch den Kanadier ebenfalls Meister wurde. Er wechselte zum Krefelder EV (KEV), mit dem ihm in der Spielzeit 1990/91 der Aufstieg in die Bundesliga begann. Nach weiteren zwei Jahren beim KEV ging er zur Saison 1993/94 zum EV Landshut, dem er im folgenden Jahr auch in der neu gegründeten Deutschen Eishockey Liga (DEL) erhalten blieb. Dort musste sich seine Mannschaft erst im Finale seinem Ex-Klub aus Köln geschlagen geben.
In der Saison 1995/96 ließ McNeil seine Karriere dann beim EC Bad Nauheim in der zweithöchsten deutschen Spielklasse ausklingen. Anschließend kehrte er nach Kanada zurück.

## Erfolge und Auszeichnungen
| - 1982 Meister der 2. Bundesliga mit dem EHC Essen - 1986 Deutscher Meister mit dem Kölner EC - 1989 Meister der Oberliga und Aufstieg in die 2. Bundesliga mit dem ECD Sauerland | - 1990 Meister der 2. Bundesliga mit dem ECD Sauerland - 1991 Aufstieg in die Bundesliga mit dem Krefelder EV - 1995 Deutscher Vizemeister mit dem EV Landshut |

## Karrierestatistik
(Legende zur Spielerstatistik: Sp oder GP = absolvierte Spiele; T oder G = erzielte Tore; V oder A = erzielte Assists; Pkt oder Pts = erzielte Scorerpunkte; SM oder PIM = erhaltene Strafminuten; +/− = Plus/Minus-Bilanz; PP = erzielte Überzahltore; SH = erzielte Unterzahltore; GW = erzielte Siegtore; 1 Play-downs/Relegation; Kursiv: Statistik nicht vollständig)